# Polideportivo municipal Sagnier
El Complejo Deportivo Municipal Sagnier es un centro deportivo del Prat de Llobregat.
Este centro cuenta con numerosas instalaciones; como piscinas, sala de musculación, sala de gimnasia, sauna, baño de vapor, squash, campo de fútbol, pabellón cubierto, pistas de atletismo, una pista exterior de fútbol sala y ocho vestuarios.
Las dimensiones del terreno de juego del campo de fútbol son 106 x 67 m , con césped artificial de última generación. 
El aforo es de 150 personas en tribuna cubierta, 250 personas sentadas y 600 personas en general de pie.